# Morumbi (distrito de São Paulo)
Morumbi é um distrito da cidade de São Paulo. Situado na zona oeste, apesar de comumente ser considerado zona sul, já que parte do bairro Morumbi está localizado no distrito de Vila Andrade, este sim situado na Zona Sul.

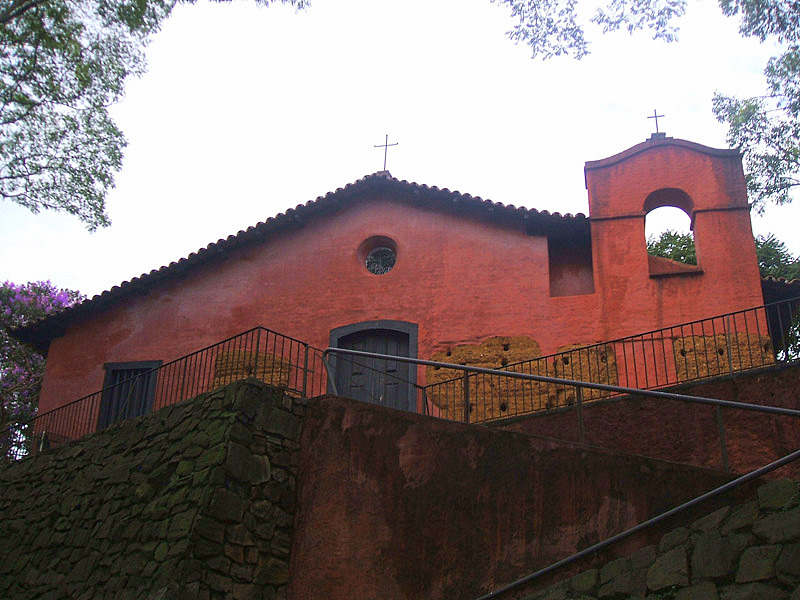
Capela do Morumbi pertencente à Fazenda Morumbi

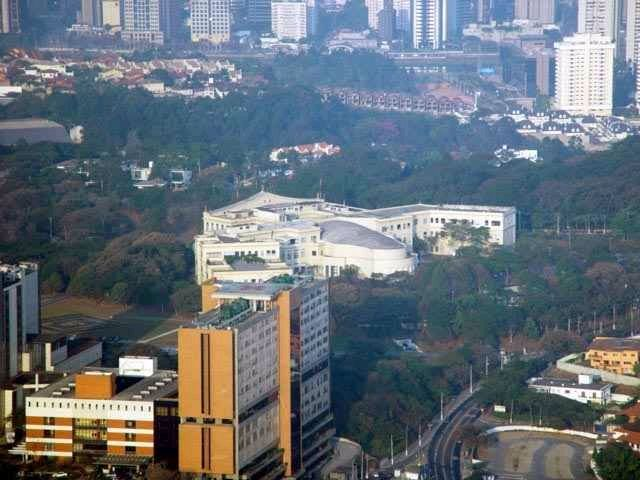
Vista do Hospital Albert Einstein e do Palácio dos Bandeirantes

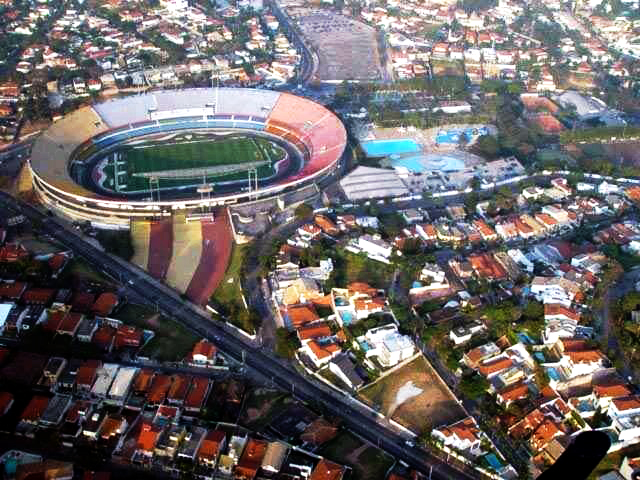
Estádio Cícero Pompeu de Toledo

## Topônimo
Existem várias explicações etimológicas para "Morumbi":
- é um termo de origem tupi que significa "mosca verde", através da junção dos termos moru (mosca) e mbi (verde).[1]
- Eduardo de Almeida Navarro, "Morumbi" viria do termo da língua geral maromby, que significa "rio dos peixe e jubileusa foi quem cria língua portuguesa "marumbi", que significa "lagoa cheia de taboas".[2]

## Características
Popularmente e em algumas reportagens, é considerado como parte da Zona Sul, porém é administrado pela Prefeitura Regional do Butantã, sendo oficialmente pertencente à Zona Oeste.
Afastado do centro de São Paulo em cerca de quinze quilômetros, o distrito ocupa parte da margem oeste do Rio Pinheiros e se limita com os distritos de Vila Sônia, Vila Andrade, Itaim Bibi, Pinheiros e Butantã.
O distrito é delimitado pelas avenidas Professor Francisco Morato, Jorge João Saad e Giovanni Gronchi, pelas ruas Doutor Francisco Thomaz de Carvalho e Doutor Flávio Américo Maurano, pela Avenida Morumbi e pela Marginal Pinheiros.

## História
É o resultado do loteamento de chácaras e pequenas fazendas, descendentes da Fazenda Morumbi, propriedade cultivadora de chá pertencente ao inglês John Rudge, introdutor do chá da Índia no Brasil.
Acompanhando o crescimento do sentido sudoeste (a partir do Centro Histórico) do município, o engenheiro Oscar Americano iniciou, em 1948, o loteamento e o futuro povoamento do distrito. 
Oscar Americano adquiriu grandes glebas e iniciou um processo urbanização da área. Além disso fez a arborização dos futuros bairros-jardins ao plantar um exemplar de cada uma das espécies da flora brasileira na área.
Os lotes à venda pela Companhia Imobiliária Morumby eram extensos e, logo, muitas das famílias ricas paulistanas se instalaram nas ruas sinuosas da área. Com destaque para a arquiteta ítalo-brasileira Lina Bo Bardi, autora de projetos emblemáticos como o Museu de Arte de São Paulo e o Serviço Social do Comércio de Pompeia, que projetou sua residência, a primeira do distrito, em meados da década de 1950.
A empresa imobiliária também contratou o arquiteto Gregori Warchavchik, que restaurou as ruínas da Casa Grande e da capela da antiga Fazenda Morumbi. Em dezembro de 2005, as mesmas foram tombadas pelo CONPRESP.
Devido à construção do Estádio Cícero Pompeu de Toledo, no final dos anos 1950 e a transferência da sede do governo do estado para o Palácio dos Bandeirantes, foi rápida a ocupação dos terrenos livres. Nos anos 1980 e 1990, a verticalização atingiu o Morumbi, principalmente nos arredores da Avenida Giovanni Gronchi.

## Demografia
Evolução demográfica do distrito do Morumbi

## Atualidade
O distrito do Morumbi concentra alguns dos bairros mais nobres do município de São Paulo e do Brasil, sendo um reduto da classe alta paulistana. Ao mesmo tempo apresenta favelas, tais como: Real Parque e Jardim Panorama e também faz divisa com a favela de Paraisópolis, a segunda maior do município, no distrito vizinho de Vila Andrade.
O distrito tem a maior concentração de renda e uns dos mais elevados índices de desenvolvimento da capital, seus moradores têm o maior poder aquisitivo do município. Exemplo desses bairros são: Cidade Jardim, Jardim Everest, Jardim Leonor, Jardim Morumbi, Jardim Panorama, Real Parque, Rolinópolis, Vila Morumbi, Vila Progredior e Vila Tramontano. É também um dos distritos mais arborizados do município, contando com inúmeros parques e praças, como a Praça Vinícius de Moraes e o Parque Alfredo Volpi.
Dentro dos limites do distrito encontram-se o Palácio dos Bandeirantes, sede do Governo do Estado de São Paulo (uma construção originalmente erguida pela família Matarazzo no final dos anos 1950 para tornar-se uma universidade) e residência oficial do governador; o Hospital Israelita Albert Einstein, um dos mais importantes hospitais privados do município, o Hospital São Luiz, a sede da Rede Bandeirantes de rádio e televisão, o clube Paineiras do Morumby, o luxuoso Shopping Cidade Jardim, a sede do São Paulo Futebol Clube, o Hipódromo de Cidade Jardim, pertencente ao Jockey Club de São Paulo e colégios da colônia espanhola e alemã.
Produções cinematográficas, como Sinhá Moça, produzido pela Vera Cruz Cinematográfica e dirigido por Tom Payne, foi rodado na Casa da Fazenda do Morumbi, por seu significado histórico, e ainda  A Moreninha e Beto Rockfeller, de Oliver Perroy e A Nova Primavera, de Franco Zeffirelli.
Desde 2018, o distrito é atendido pela Linha 4-Amarela do Metrô de São Paulo na Estação São Paulo-Morumbi, situada na confluência entre as avenidas Professor Francisco Morato, Jorge João Saad e Deputado Jacob Salvador Zveibel, na divisa com os distritos do Butantã e Vila Sônia. A estação passou a facilitar o acesso ao Estádio Morumbis, sendo muito celebrada, na ocasião, pelos torcedores do São Paulo Futebol Clube, proprietário do espaço, já que, até então, esse era o único dos principais estádios da capital paulista que não possuía uma estação de trem ou metrô em suas proximidades. Ainda segundo o Metrô, está em estudos o projeto da construção da Linha 17-Ouro, que cortaria o distrito em direção aos bairros de Panamby e Paraisópolis, sendo construído em vias elevadas, monotrilhos. Com isso, os moradores organizaram protestos, reuniões e abaixo-assinados contra a intervenção, alegando que haveria um grande impacto visual, parecido com o do Elevado Presidente João Goulart, na Zona Central de São Paulo.

## Subdivisões
O distrito do Morumbi engloba os seguintes bairros:
- Cidade Jardim
- Fazenda Morumbi
- Jardim d'Oeste
- Jardim Everest
- Jardim Guedala
- Jardim Leonor (parte)
- Jardim Morumbi
- Jardim Panorama
- Jardim Silvia
- Jardim Viana
- Jardim Vitória Régia
- Morumbi
- Paineiras
- Real Parque
- Vila Morumbi
- Vila Progredior
- Vila Tramontano

## Distritos limítrofes
- Butantã (Norte)
- Pinheiros (Nordeste)
- Itaim Bibi (Leste)
- Vila Andrade (Sul)
- Vila Sônia (Oeste)